# 5703 Hevelius
5703 Hevelius este un asteroid din centura principală, descoperit pe 15 noiembrie 1931, de Karl Reinmuth.